# Sandrino De Toffol
Sandrino De Toffol (Belluno, 7 aprile 1938 – Ponte nelle Alpi, 6 luglio 2021) è stato un politico italiano, eletto nella IX legislatura al Senato della Repubblica nelle file del Partito Comunista Italiano.

## Biografia
Fu segretario del Partito Comunista Italiano della città di Belluno dal 1968 al 1978.